# رباط منجلي
الرباط المنجلي هو رباط صفاقي يربط الكبد بجدار الجسم الأمامي ويفصل الكبد إلى الفص الإنسي الأيسر والفص الجانبي الأيمن. الرباط المنجلي، من اللاتينية "المنجلي الشكل"، هو طية عريضة ورقيقة من الصفاق، قاعدته موجهة إلى الأسفل والخلف وقمته إلى الأعلى والأمام. يتدلى الرباط المنجلي من نقير الكبد. يتشكل الرباط المنجلي من بقايا المسراق البطني الجنيني. يؤدي الوريد السري للجنين إلى ظهور الرباط المدور للكبد عند البالغين، والذي يوجد في أسفل الحدود الحرة للرباط المنجلي.

## الأهمية السريرية
يمكن أن يتقنى الرباط المنجلي إذا كان الفرد يعاني من ارتفاع ضغط الدم البابي. بسبب زيادة الاحتقان الوريدي، يتم دفع الدم للأسفل من الكبد باتجاه جدار البطن الأمامي، وإذا تجمع الدم هناك، فسوف يؤدي ذلك إلى توسع الأوردة حول السرة. إذا كانت هذه الأوردة ناتئة من السرة فإنها يمكن أن تعطي مظهر الرأس (السرة) وشعر الأفعى (الأوردة) - ويشار إلى ذلك باسم رأس الميدوزا.

## صور إضافية

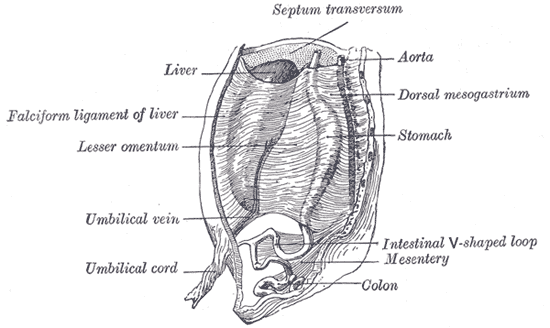
مقطع عرضي يُظهر المساريق البدائية لجنين بشري عمره ستة أسابيع.
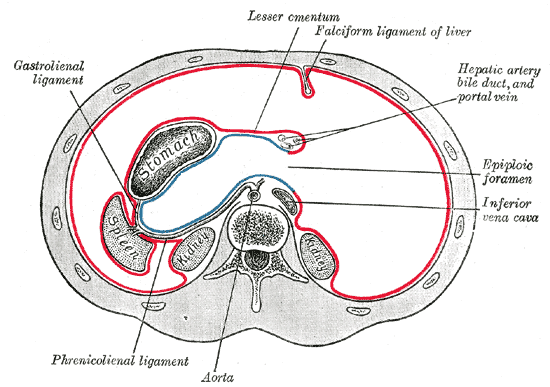
مقطع عرضي يظهر طيات الصفاق في الجزء العلوي من البطن.
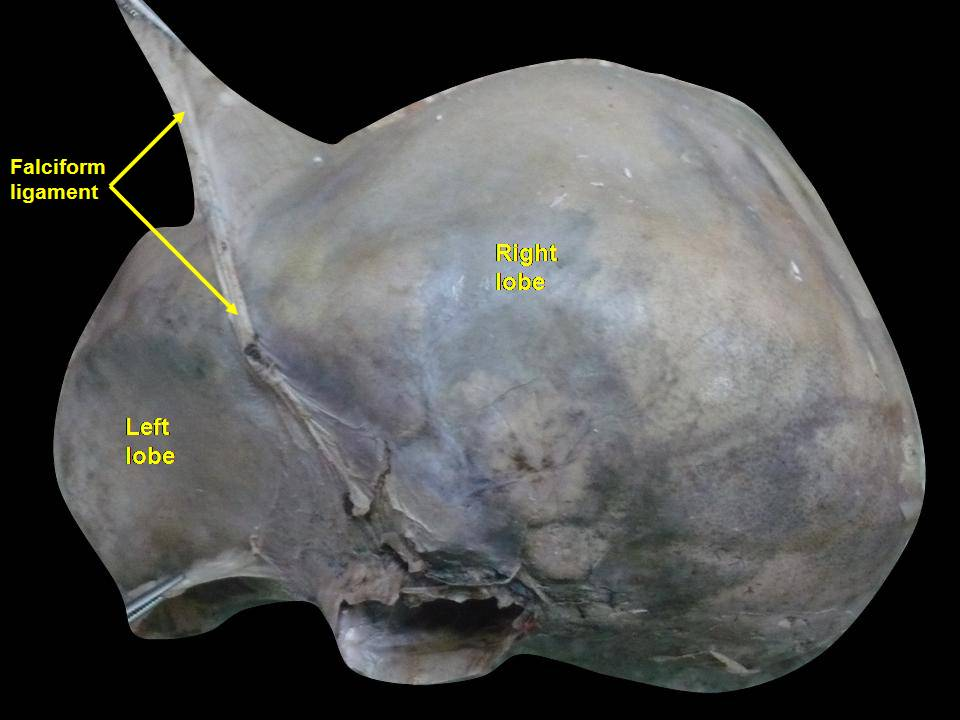
جثة كبد مرئية من الأعلى، يظهر عليها الرباط المنجلي في الأعلى.

## روابط خارجية
- صور تشريحية:37:04-0100 في مركز داونستيت الطبي التابع لجامعة نيويورك - "Abdominal Cavity: The Falciform Ligament of the Liver"
- صور تشريحية:38:12-0205 في مركز داونستيت الطبي التابع لجامعة نيويورك - "The Visceral Surface of the Liver"
- صور تشريحيَّة:8373 على موقع مركز سوني دونستات الطبي.
- درسٌ تشريحي حول liver مُعدٌ بواسطة ويسلي نورمان (جامعة جورجتاون).
- مقطع عرضي - مختبر التلدين، جامعة فيينا الطبية. pembody/body8a